# Комиссия Правительства России по оперативным вопросам
Комиссия Правительства (до 25 декабря 1993 г. – Совета Министров – Правительства) Российской Федерации по оперативным вопросам – постоянно действующий орган Правительства Российской Федерации в 1993-2000 гг.
Образована постановлением Совета Министров – Правительства Российской Федерации от 15 июня 1993 г. № 554 для рассмотрения и решения оперативных вопросов по реализации экономической реформы и осуществления систематического контроля за ходом выполнения важнейших решений Президента Российской Федерации и Правительства Российской Федерации.
Положения о Комиссии утверждались постановлением Совета Министров – Правительства Российской Федерации от 15 июня 1993 г. № 554 (постановлением Правительства Российской Федерации от 24 января 1994 г. № 29 изложено в новой редакции), постановлениями Правительства Российской Федерации от 9 сентября 1996 г. № 1051, от 9 июня 1997 г. № 686 и от 24 июля 1998 г. № 829.
Постановлением Правительства Российской Федерации от 17 октября 2000 г. № 795 Комиссия упразднена.

## Состав Комиссии, утверждённый постановлением Совета Министров – Правительства Российской Федерации от 15 июня 1993 г. № 554
- председатель Комиссии – Первый заместитель Председателя Совета Министров – Правительства Российской Федерации Сосковец Олег Николаевич;
- члены Комиссии – заместители Председателя Совета Министров – Правительства Российской Федерации Федоров Борис Григорьевич, Чубайс Анатолий Борисович, Шохин Александр Николаевич, Яров Юрий Федорович, Председатель Государственного комитета Российской Федерации по промышленной политике Шурчков Игорь Олегович, заместитель Руководителя Аппарата Совета Министров – Правительства Российской Федерации Гриднев Валерий Аркадьевич, первый заместитель Министра экономики Российской Федерации Шаповальянц Андрей Георгиевич

## Состав Комиссии, утверждённый постановлением Правительства Российской Федерации от 24 января 1994 г. № 29
- председатель Комиссии – Первый заместитель Председателя Правительства Российской Федерации Сосковец Олег Николаевич;
- члены Комиссии – заместители Председателя Правительства Российской Федерации Чубайс Анатолий Борисович и Яров Юрий Федорович, Министр экономики Российской Федерации, Министр финансов Российской Федерации, Министр внешних экономических связей Российской Федерации, Министр путей сообщения Российской Федерации, Министр Российской Федерации по сотрудничеству с государствами – участниками Содружества Независимых Государств, Председатель Государственного комитета Российской Федерации по промышленной политике, Председатель Государственного таможенного комитета Российской Федерации, Председатель Центрального банка Российской Федерации, руководитель Федеральной службы России по валютному и экспортному контролю, заместитель Руководителя Аппарата Правительства Российской Федерации Гриднев Валерий Аркадьевич

Распоряжением Правительства Российской Федерации от 18 июля 1994 г. № 1147-р установлено, что в состав Комиссии входит по должности Министр Российской Федерации по делам национальностей и региональной политике
Постановлением Правительства Российской Федерации от 22 марта 1995 г. № 267 из состава Комиссии исключен Первый заместитель Председателя Правительства Российской Федерации Чубайс А.Б.; в состав Комиссии введены заместители Председателя Правительства Российской Федерации Большаков Алексей Алексеевич и Давыдов Олег Дмитриевич, председатель Государственного комитета Российской Федерации по управлению государственным имуществом Беляев Сергей Георгиевич
Постановлением Правительства Российской Федерации от 2 февраля 1996 г. № 111 из состава Комиссии выведен Заместитель Председателя Правительства Российской Федерации Большаков А.А.
Постановлением Правительства Российской Федерации от 6 марта 1996 г. № 247 из состава Комиссии исключен Беляев С.Г.; в состав Комиссии включен Казаков Александр Иванович – Заместитель Председателя Правительства Российской Федерации – председатель Государственного комитета Российской Федерации по управлению государственным имуществом

## Состав Комиссии, утверждённый постановлением Правительства Российской Федерации от 9 сентября 1996 г. № 1051
1. Большаков Алексей Алексеевич – Первый заместитель Председателя Правительства Российской Федерации (председатель Комиссии)
2. Илюшин Виктор Васильевич – Первый заместитель Председателя Правительства Российской Федерации (заместитель председателя Комиссии)
3. Давыдов Олег Дмитриевич – Заместитель Председателя Правительства Российской Федерации – Министр внешних экономических связей Российской Федерации
4. Лившиц Александр Яковлевич – Заместитель Председателя Правительства Российской Федерации – Министр финансов Российской Федерации
5. Серов Валерий Михайлович – Заместитель Председателя Правительства Российской Федерации
6. Басин Ефим Владимирович – Министр строительства Российской Федерации
7. Беспалов Юрий Александрович – Министр промышленности Российской Федерации
8. Булгак Владимир Борисович – Министр связи Российской Федерации
9. Зайцев Анатолий Александрович – Министр путей сообщения Российской Федерации
10. Меликьян Геннадий Георгиевич – Министр труда и социального развития Российской Федерации
11. Михайлов Вячеслав Александрович – Министр Российской Федерации по делам национальностей и федеративным отношениям
12. Пак Зиновий Петрович – Министр оборонной промышленности Российской Федерации
13. Родионов Петр Иванович – Министр топлива и энергетики Российской Федерации
14. Тулеев Аман-гельды Молдагазыевич – Министр Российской Федерации по сотрудничеству с государствами – участниками Содружества Независимых Государств
15. Цах Николай Петрович – Министр транспорта Российской Федерации
16. Ясин Евгений Григорьевич – Министр экономики Российской Федерации
17. Кокошин Андрей Афанасьевич – первый заместитель Министра обороны Российской Федерации
18. Круглов Анатолий Сергеевич – председатель Государственного таможенного комитета Российской Федерации
19. Хандруев Александр Андреевич – первый заместитель Председателя Центрального банка Российской Федерации (по согласованию)
20. Гриднев Валерий Аркадьевич – заместитель Руководителя Аппарата Правительства Российской Федерации (ответственный секретарь Комиссии)

Постановлением Правительства Российской Федерации от 23 сентября 1996 г. № 1137 в состав Комиссии включены:
1. Лобов Олег Иванович – Заместитель Председателя Правительства Российской Федерации
2. Кох Альфред Рейнгольдович – председатель Государственного комитета Российской Федерации по управлению государственным имуществом

Постановлением Правительства Российской Федерации от 14 октября 1996 г. № 1215 в состав Комиссии введен Михайлов Виктор Никитович – Министр Российской Федерации по атомной энергии
Постановлением Правительства Российской Федерации от 7 декабря 1996 г. № 1483 в состав Комиссии включен Чилингаров Артур Николаевич – заместитель Председателя Государственной Думы Федерального Собрания Российской Федерации (по согласованию)
Постановлением Правительства Российской Федерации от 28 декабря 1996 г. № 1585 в состав Комиссии введен Орлов Виктор Петрович – Министр природных ресурсов Российской Федерации
Постановлением Правительства Российской Федерации от 6 января 1997 г. № 4 из состава Комиссии исключен Гриднев В.А.; в состав Комиссии включен Прокопьев Алексей Анатольевич – заместитель Руководителя Аппарата Правительства Российской Федерации (ответственный секретарь Комиссии)

## Состав Комиссии, утверждённый постановлением Правительства Российской Федерации от 22 апреля 1997 г. № 441
1. Чубайс Анатолий Борисович — Первый заместитель Председателя Правительства Российской Федерации — Министр финансов Российской Федерации (председатель Комиссии)
2. Немцов Борис Ефимович — Первый заместитель Председателя Правительства Российской Федерации (заместитель председателя Комиссии)
3. Булгак Владимир Борисович — Заместитель Председателя Правительства Российской Федерации
4. Кох Альфред Рейнгольдович — Заместитель Председателя Правительства Российской Федерации — председатель Государственного комитета Российской Федерации по управлению государственным имуществом
5. Куликов Анатолий Сергеевич — Заместитель Председателя Правительства Российской Федерации — Министр внутренних дел Российской Федерации
6. Серов Валерий Михайлович — Заместитель Председателя Правительства Российской Федерации
7. Сысуев Олег Николаевич — Заместитель Председателя Правительства Российской Федерации — Министр труда и социального развития Российской Федерации
8. Уринсон Яков Моисеевич — Заместитель Председателя Правительства Российской Федерации — Министр экономики Российской Федерации
9. Аксененко Николай Емельянович — Министр путей сообщения Российской Федерации
10. Михайлов Вячеслав Александрович — Министр Российской Федерации по делам национальностей и федеративным отношениям
11. Михайлов Виктор Никитович — Министр Российской Федерации по атомной энергии
12. Орлов Виктор Петрович — Министр природных ресурсов Российской Федерации
13. Тулеев Аман-гельды Молдагазыевич — Министр Российской Федерации по сотрудничеству с государствами — участниками Содружества Независимых Государств
14. Фрадков Михаил Ефимович — Министр внешних экономических связей и торговли Российской Федерации
15. Цах Николай Петрович — Министр транспорта Российской Федерации
16. Ясин Евгений Григорьевич — Министр Российской Федерации
17. Кокошин Андрей Афанасьевич — статс-секретарь — первый заместитель Министра обороны Российской Федерации
18. Петров Владимир Анатольевич — первый заместитель Министра финансов Российской Федерации
19. Алмазов Сергей Николаевич — директор ФСНП России
20. Басин Ефим Владимирович — председатель Госстроя России
21. Белов Вадим Евгеньевич — вр. и.о. председателя ГАК России
22. Круглов Анатолий Сергеевич — председатель ГТК России
23. Починок Александр Петрович — руководитель Госналогслужбы России
24. Соболев Валентин Алексеевич — заместитель директора ФСБ России
25. Хандруев Александр Андреевич — первый заместитель Председателя Банка России (по согласованию)
26. Чилингаров Артур Николаевич — заместитель Председателя Государственной Думы Федерального Собрания Российской Федерации (по согласованию)
27. Васильев Сергей Александрович — первый заместитель Руководителя Аппарата Правительства Российской Федерации (ответственный секретарь Комиссии)
28. Прокопьев Алексей Анатольевич — заместитель Руководителя Аппарата Правительства Российской Федерации

Постановлением Правительства Российской Федерации от 11 октября 1997 г. № 1289 из состава Комиссии исключены Кох А. Р., Тулеев А. М., Белов В. Е.; в состав Комиссии включены:
1. Бойко Максим Владимирович — Заместитель Председателя Правительства Российской Федерации — Министр государственного имущества Российской Федерации
2. Адамишин Анатолий Леонидович — Министр Российской Федерации по сотрудничеству с государствами-участниками Содружества Независимых Государств
3. Михайлов Николай Васильевич — статс-секретарь — первый заместитель Министра обороны Российской Федерации
4. Фонарева Наталия Евгеньевна — председатель Государственного антимонопольного комитета Российской Федерации
5. Мостовой Петр Петрович — руководитель Федеральной службы России по делам о несостоятельности и финансовому оздоровлению

Постановлением Правительства Российской Федерации от 1 декабря 1997 г. № 1510 в состав Комиссии включен Крашенинников Павел Владимирович — первый заместитель Министра юстиции Российской Федерации
Постановлением Правительства Российской Федерации от 11 декабря 1997 г. № 1553 из состава Комиссии исключен Хандруев А. А.; в состав Комиссии включен Козлов Андрей Андреевич — первый заместитель Председателя Центрального банка Российской Федерации (по согласованию)
Постановлением Правительства Российской Федерации от 6 марта 1998 г. № 282 из состава Комиссии исключены Бойко М. В. и Мостовой П. П.; в состав Комиссии включены:
1. Газизуллин Фарит Рафикович — Заместитель Председателя Правительства Российской Федерации — Министр государственного имущества Российской Федерации
2. Хакамада Ирина Муцуовна — председатель Государственного комитета Российской Федерации по поддержке и развитию малого предпринимательства
3. Таль Георгий Константинович — руководитель Федеральной службы России по делам о несостоятельности и финансовому оздоровлению

## Состав Комиссии, утверждённый постановлением Правительства Российской Федерации от 24 июня 1998 г. № 646
1. Немцов Борис Ефимович – Заместитель Председателя Правительства Российской Федерации (председатель Комиссии)
2. Христенко Виктор Борисович – Заместитель Председателя Правительства Российской Федерации (заместитель председателя Комиссии)
3. Уринсон Яков Моисеевич – Министр экономики Российской Федерации (заместитель председателя Комиссии)
4. Прокопьев Алексей Анатольевич – заместитель Руководителя Аппарата Правительства Российской Федерации (заместитель председателя Комиссии)
5. Алмазов Сергей Николаевич – директор ФСНП России
6. Драганов Валерий Гаврилович – председатель ГТК России
7. Ковалев Валерий Иванович – первый заместитель Министра путей сообщения Российской Федерации
8. Козлов Андрей Андреевич – первый заместитель Председателя Банка России (по согласованию)
9. Копейкин Михаил Юрьевич – начальник Департамента экономики и управления собственностью Аппарата Правительства Российской Федерации (ответственный секретарь Комиссии)
10. Костюк Валерий Викторович – первый заместитель Министра науки и технологий Российской Федерации
11. Медведев Юрий Митрофанович – первый заместитель Министра государственного имущества Российской Федерации
12. Михайлов Николай Васильевич – статс-секретарь – первый заместитель Министра обороны Российской Федерации
13. Отт Виктор Иоганесович – первый заместитель Министра топлива и энергетики Российской Федерации
14. Петров Владимир Анатольевич – статс-секретарь – первый заместитель Министра финансов Российской Федерации
15. Ренов Эдуард Николаевич – первый заместитель Министра юстиции Российской Федерации
16. Соболев Валентин Алексеевич – первый заместитель директора ФСБ России
17. Таль Георгий Константинович – руководитель ФСДН России
18. Фонарева Наталия Евгеньевна – председатель ГАК России
19. Хакамада Ирина Муцуовна – председатель ГКРП России
20. Чилингаров Артур Николаевич – заместитель Председателя Государственной Думы Федерального Собрания Российской Федерации (по согласованию)
21. Яцкевич Борис Александрович – первый заместитель Министра природных ресурсов Российской Федерации

Постановлением Правительства Российской Федерации от 13 августа 1998 г. № 953 в состав Комиссии включены:
1. Васильев Владимир Абдуалиевич – первый заместитель Министра внутренних дел Российской Федерации
2. Гусев Владимир Васильевич – первый заместитель руководителя Государственной налоговой службы Российской Федерации

## Состав Комиссии, утверждённый постановлением Правительства Российской Федерации от 7 октября 1998 г. № 1167
1. Маслюков Юрий Дмитриевич – Первый заместитель Председателя Правительства Российской Федерации (председатель Комиссии)
2. Булгак Владимир Борисович – Заместитель Председателя Правительства Российской Федерации (заместитель председателя Комиссии)
3. Агеев Альберт Николаевич – заместитель Руководителя Аппарата Правительства Российской Федерации
4. Алмазов Сергей Николаевич – директор Федеральной службы налоговой полиции Российской Федерации
5. Боос Георгий Валентинович – руководитель Госналогслужбы России
6. Васильев Владимир Абдуалиевич – первый заместитель Министра внутренних дел Российской Федерации
7. Габуния Георгий Валерьевич – Министр торговли Российской Федерации
8. Драганов Валерий Гаврилович – председатель ГТК России
9. Калашников Сергей Вячеславович – Министр труда и социального развития Российской Федерации
10. Ковалев Валерий Иванович – первый заместитель Министра путей сообщения Российской Федерации
11. Козлов Андрей Андреевич – первый заместитель Председателя Банка России (по согласованию)
12. Копейкин Михаил Юрьевич – начальник Департамента экономики и управления собственностью Аппарата Правительства Российской Федерации (ответственный секретарь Комиссии)
13. Кудрин Алексей Леонидович – первый заместитель Министра финансов Российской Федерации
14. Медведев Юрий Митрофанович – первый заместитель Министра государственного имущества Российской Федерации
15. Михайлов Николай Васильевич – статс-секретарь – первый заместитель Министра обороны Российской Федерации
16. Орлов Виктор Петрович – Министр природных ресурсов Российской Федерации
17. Отт Виктор Иоганесович – первый заместитель Министра топлива и энергетики Российской Федерации
18. Ренов Эдуард Николаевич – первый заместитель Министра юстиции Российской Федерации
19. Соболев Валентин Алексеевич – первый заместитель директора ФСБ России
20. Таль Георгий Константинович – руководитель Федеральной службы России по делам о несостоятельности и финансовому оздоровлению
21. Цапелик Владимир Евгеньевич – от Министерства Российской Федерации по антимонопольной политике и поддержке предпринимательства
22. Чилингаров Артур Николаевич – заместитель Председателя Государственной Думы Федерального Собрания Российской Федерации (по согласованию)
23. Шаповальянц Андрей Георгиевич – Министр экономики Российской Федерации

Постановлением Правительства Российской Федерации от 4 декабря 1998 г. № 1430 из состава Комиссии исключён Отт В.И.; в состав Комиссии включены:
1. Чижов Сергей Дмитриевич – первый заместитель Министра топлива и энергетики Российской Федерации
2. Тацюн Мирон Васильевич – вице-президент Российского союза промышленников и предпринимателей (по согласованию)

Постановлением Правительства Российской Федерации от 31 мая 1999 г. № 579 из состава Комиссии исключены Агеев А.Н., Алмазов С.Н., Боос Г.В., Габуния Г.В., Драганов В.Г., Ковалев В.И., Козлов А.А., Кудрин А.Л., Маслюков Ю.Д., Соболев В.А., Таль Г.К., Цапелик В.Е., Чижов С.Д.; председателем Комиссии назначен Аксененко Николай Емельянович – Первый заместитель Председателя Правительства Российской Федерации; в состав Комиссии включены:
1. Прокопьев Алексей Анатольевич – заместитель Руководителя Аппарата Правительства Российской Федерации (заместитель председателя Комиссии)
2. Калюжный Виктор Иванович – Министр топлива и энергетики Российской Федерации
3. Починок Александр Петрович – Министр Российской Федерации по налогам и сборам
4. Мельников Виктор Николаевич – заместитель Председатель Центрального банка Российской Федерации
5. Михайлов Вячеслав Александрович – Министр по делам федерации и национальностей Российской Федерации
6. Старостенко Владимир Иванович – Министр путей сообщения Российской Федерации
7. Фрадков Михаил Ефимович – Министр торговли Российской Федерации
8. Франк Сергей Оттович – Министр транспорта Российской Федерации
9. Ванин Михаил Валентинович – председатель Государственного таможенного комитета Российской Федерации
10. Петров Андрей Юрьевич – заместитель Министра финансов Российской Федерации

Постановлением Правительства Российской Федерации от 13 октября 1999 г. № 1149 из состава Комиссии исключены Булгак В.Б., Васильев В.А., Орлов В.П., Прокопьев А.А., Старостенко В.И.; в состав Комиссии включены:
1. Арефьев Евгений Парфирьевич – первый заместитель Руководителя Аппарата Правительства Российской Федерации
2. Южанов Илья Артурович – Министр Российской Федерации по антимонопольной политике и поддержке предпринимательства
3. Нелезин Петр Васильевич – заместитель Министра внутренних дел Российской Федерации
4. Шамузафаров Анвар Шамухамедович – председатель Государственного комитета Российской Федерации по строительству и жилищно-коммунальному комплексу

Распоряжением Правительства Российской Федерации от 18 января 2000 г. № 69-р Аксененко Н.Е. освобожден от обязанностей председателя Комиссии; председателем Комиссии назначен Касьянов Михаил Михайлович – Первый заместитель Председателя Правительства Российской Федерации – Министр финансов Российской Федерации

## Состав Комиссии, утверждённый постановлением Правительства Российской Федерации от 2 февраля 2000 г. № 101
1. Касьянов Михаил Михайлович – Первый заместитель Председателя Правительства Российской Федерации – Министр финансов Российской Федерации (председатель Комиссии)
2. Арефьев Евгений Парфирьевич – первый заместитель Руководителя Аппарата Правительства Российской Федерации
3. Ванин Михаил Валентинович – председатель ГТК России
4. Ильин Владимир Иванович – первый заместитель Министра путей сообщения Российской Федерации
5. Калашников Сергей Вячеславович – Министр труда и социального развития Российской Федерации
6. Калюжный Виктор Иванович – Министр топлива и энергетики Российской Федерации
7. Клебанов Илья Иосифович – Заместитель Председателя Правительства Российской Федерации
8. Кудрин Алексей Леонидович – первый заместитель Министра финансов Российской Федерации
9. Медведев Юрий Митрофанович – первый заместитель Министра государственного имущества Российской Федерации
10. Мельников Виктор Николаевич – заместитель Председателя Банка России (по согласованию)
11. Михайлов Николай Васильевич – статс-секретарь – первый заместитель Министра обороны Российской Федерации
12. Нелезин Петр Васильевич – заместитель Министра внутренних дел Российской Федерации
13. Петров Андрей Юрьевич – заместитель Министра финансов Российской Федерации
14. Починок Александр Петрович – Министр Российской Федерации по налогам и сборам
15. Ренов Эдуард Николаевич – первый заместитель Министра юстиции Российской Федерации
16. Тацюн Мирон Васильевич – вице-президент Российского союза промышленников и предпринимателей (по согласованию)
17. Фрадков Михаил Ефимович – Министр торговли Российской Федерации
18. Франк Сергей Оттович – Министр транспорта Российской Федерации
19. Чилингаров Артур Николаевич – заместитель Председателя Государственной Думы Федерального Собрания Российской Федерации (по согласованию)
20. Шамузафаров Анвар Шамухамедович – председатель Госстроя России
21. Шаповальянц Андрей Георгиевич – Министр экономики Российской Федерации
22. Шойгу Сергей Кужугетович – Заместитель Председателя Правительства Российской Федерации – Министр Российской Федерации по делам гражданской обороны, чрезвычайным ситуациям и ликвидации последствий стихийных бедствий
23. Южанов Илья Артурович – Министр Российской Федерации по антимонопольной политике и поддержке предпринимательства